# Eveline
Eveline é um conto do escritor irlandês James Joyce. Foi publicado pela primeira vez em 1904, pelo jornal Irish Homestead. Em 1914, foi incluído na coleção de contos Dublinenses, também de Joyce.

## A história
Uma jovem, com mais ou menos dezenove anos, Eveline, senta-se perto da janela, aguardando para sair de casa. Ela devaneia sobre os aspectos de sua vida que a levaram a deixar aquele lugar, enquanto "o odor de cretone empoeirado enchia-lhe as narinas". Sua mãe e seu irmão mais velho, Ernest, morreram. O irmão restante, Harry, está na estrada graças aos seus "negócios de decoração de igrejas". Ela teme que seu pai vá bater nela, como fazia com seus irmãos. E tem pouco apego ao emprego de vendedora. Eveline se apaixonou pelo marinheiro Frank, que prometeu levá-la para Buenos Aires com ele. Antes de sair para se encontrar com Frank, ela ouve um realejo vindo do lado de fora. Isso a lembra da melodia que tocava quando sua mãe morreu, e da promessa que fizera de cuidar da casa. Na doca onde, onde espera com Frank para embarcarem no navio, Eveline se sente profundamente conflitada, e toma a dolorosa decisão de não partir com ele. No entanto, seu rosto não demonstra sequer uma emoção.
Como em outros contos da obra Dublinenses, como "Arábia", "Eveline" trata de uma jornada circular, onde uma personagem decide voltar para onde sua jornada começou, e o resultado desta é frustração e relutância em viajar.